# Басейн Дністра
Басейн Дністра — водозбір річки Дністер, загальною площею 72 100 км², з них у межах України — 52 700 км². Розміщується в південно-західній частині України, східній частині Молдови та, невелика частина, у Підкарпатському воєводстві Польщі. Середній річний стік складає 8,4 млрд м3.

## Опис
Довжина басейну — біля 700 км, середня ширина — близько 103 км. Західною межею є Карпати, на північному заході межує з Сано-Дністровським вододілом, на півночі басейн обмежений Розточчям, з південного сходу — Дністровсько-Бузьким вододілом та зі сходу — Дністровсько-Прутським. Особливістю басейну є відсутність великих приток — переважають малі річки до 10 км (16 234 річки), 449 річок мають довжину до 25 км, 86 річок — від 26 до 50 км, 45 річок — 51—100 км і 15 річок — від 101 до 300 км. Займає 59 % території Молдови. В межах України територія басейну пролягає в семи областях — Львівській, Івано-Франківській, Чернівецькій, Хмельницькій, Вінницькій та Одеській; загальна довжина річок — 34 650 км, що становить 23,7 % річок України. На території басейну розташовані 69 міст та 127 селищ міського типу, з них 62 міста і 95 смт — в межах України. Загальна кількість річок басейну — 14 900, середня густота мережі — 0,65 км/км².

## Поділ
Відповідно до кліматичних, орографічних особливостей та умов живлення поділяється на верхню (гірську, Карпатську), середню (Подільську) та нижню (Причорноморську) частини. Гірська та передгірна частина є найважливішою у формуванні стоку, займає 9 % площі басейну, має найгустішу мережу річок в Україні — 1–1,5 км/км²; переважають праві притоки (в Україні це Бистриця, Стрий, Свіча, Лімниця). На території Польщі знаходяться ліві притоки карпатської частини — Стривігор та Мшанка. Середня частина дністровського басейну лежить в Україні, більшість приток ліві, серед них Зубря, Свір, Гнила Липа, Золота Липа, Стрипа, Серет, Збруч, Смотрич, Тернава, Студениця, Ушиця, Мурафа. Густота річкової мережі в Причорноморській частині становить 0,2 км/км². Великою правою притокою нижньої частини басейну є Реут (Молдова), лівобережні притоки в межах України — пересихаючі річки, найбільшою з котрих є Кучурган.

## Охорона
7 червня 2017 року, з метою збереження та раціонального використання екосистем і природних ресурсів басейну Дністра, Верховною Радою України ухвалено закон «Про ратифікацію Договору між Кабінетом Міністрів України та Урядом Республіки Молдова про співробітництво у сфері охорони і сталого розвитку басейну річки Дністер».